# 天地返し
天地返し（てんちがえし）とは、農耕分野の用語で、深耕し、耕地の表層（表土）と深層（下層土）を入れ替えることである。表層の土の菌や放射性物質などの汚染を取り除くためにも行われる。

## 効果
大型機械を用いて耕地を耕すと、その踏圧によって耕盤層と呼ばれる硬い層が形成される。このような層に作物は根を張ることができないため、作物が充分な根を張るには深耕する必要がある。深耕自体にもこのような効果がある。
さらに、耕地の表層と深層を入れ替える天地返しという観点では、以下のような効果もある。これらは連作障害の回避にもつながるものである。
- 寒気に耕地の表層と深層を入れ替えることで、深層で越冬しようとしていた害虫、雑草の根、土壌病害の原因となる病原菌を寒さに晒し、退治する。
- 前回の耕作で使った堆肥が深層に溜まってしまうため、その堆肥を表層に出すことで均一化する。

江戸時代の富士山噴火の際には、火山灰によって農作物が育たない事態になったために天地返しを行った記録があり、実際にその地域では断面から土の色の違いで天地返しが行われたことがわかる。
問題
栄養がない土と入れ替えるため、肥料を巻く施肥などの土の世話を新たに施す必要がある。